# Ochnaviyeh
Ochnaviyeh (en persan : اشنویه ; en kurde : شینۆ) est une petite ville du nord-ouest de l'Iran, située à l'ouest du lac d'Orumieh à plus de 1 400 m d'altitude. La petite ville fait partie de la province de l'Azerbaïdjan occidental.
La majorité des habitants d'Ochnaviyeh sont des Kurdes parlant le dialecte sorani. 
La ville d'Oshnavie est située dans le sud-ouest de la province de l'Azerbaïdjan occidental et est considérée comme une ville de communication importante dans le sud-ouest de la province, qui relie la capitale provinciale et la ville d'Urmia à la ville de Piranshahr (marché frontalier de Tamrchin et frontière de transit de Haj Omran) avec une distance de 72 kilomètres.

## Histoire

### XXesiècle
En 1930, le leader indépendantiste kurde Simko Shikak tombe dans une embuscade tendue par le gouvernement impérial perse à Ochnaviyeh et y est tué. 
En octobre 1945, la ville accueille près de 3 000 réfugiés kurdes (parmi lesquels Moustafa Barzani) fuyant l'Irak voisine,,.  
En 1946, la ville est intégrée à l'éphémère république de Mahabad.

### XXIesiècle
Du 24 au 25 septembre 2022, les autorités iraniennes perdent le contrôle de la ville face à un important mouvement de protestation faisant suite à la mort de Mahsa Amini.